# Wolfsegg am Hausruck
Wolfsegg am Hausruck is een gemeente in de Oostenrijkse deelstaat Opper-Oostenrijk, gelegen in het district Vöcklabruck. De gemeente heeft ongeveer 2000 inwoners.

## Geografie
Wolfsegg am Hausruck heeft een oppervlakte van 12 km². De gemeente ligt in het zuidwesten van de deelstaat Opper-Oostenrijk. Het ligt ten noordoosten van de deelstaat Salzburg en ten zuiden van de grens met Duitsland.
- Gemeinsame Normdatei: 4270824-2
- Virtual International Authority File: 240448228